# 망초
망초(亡草, 영어: Canadian horseweed)는 국화과의 두해살이풀이다. 큰망초, 망풀, 잔꽃풀, 지붕초라고도 한다. 북아메리카 원산의 귀화식물이다.

## 생태
들이나 길가, 빈터에서 흔하게 자란다. 높이는 50~200센티미터 정도이다. 전체에 거친 털이 나고 줄기는 곧게 서 장대 모양이다. 뿌리에서 나는 잎은 주걱 모양의 바소꼴로 가장자리에 톱니가 있다. 어릴 때는 방석 모양으로 퍼져 자라다가 꽃이 필 무렵에 사라진다. 줄기잎은 다닥다닥 달리고 어긋나며 밑부분의 것은 가장자리에 톱니가 있거나 밋밋하다. 길이는 7~10센티미터, 나비 1~1.5센티미터이지만 위쪽으로 올라가면서 점차 작아져서 선형으로 된다. 가장자리와 뒷면 맥 위에 털이 난다. 꽃은 7~9월에 피고 원줄기 끝에서 가지가 많이 돋아 전체적으로 큰 원추꽃차례를 형성하며 설상화는 중앙에 있는 관상화보다 약간 높으며 백색이다. 총포는 종 모양이고 털이 있으며 열매에 갓털이 있다. 약 2밀리미터쯤 된다.

## 명칭 유래
망초는 북아메리카 원산의 귀화식물이다. 구한말 개항(1876)이후 유입되어 경술국치(1910)을 전후하여 전에 볼 수 없었던 이상한 풀이 전국에 퍼지자, '나라가 망할 때 돋아난 풀'이라 하여 '망국초', 또는 '망초'라 부르게 되었다. 개망초는 망초보다 꽃이 크고 분홍색이 돌며 예쁘지만 '개'자를 붙여 망국의 분노를 표출하였다고 한다.

## 쓰임새
어린잎을 나물로 먹는다.

## 사진

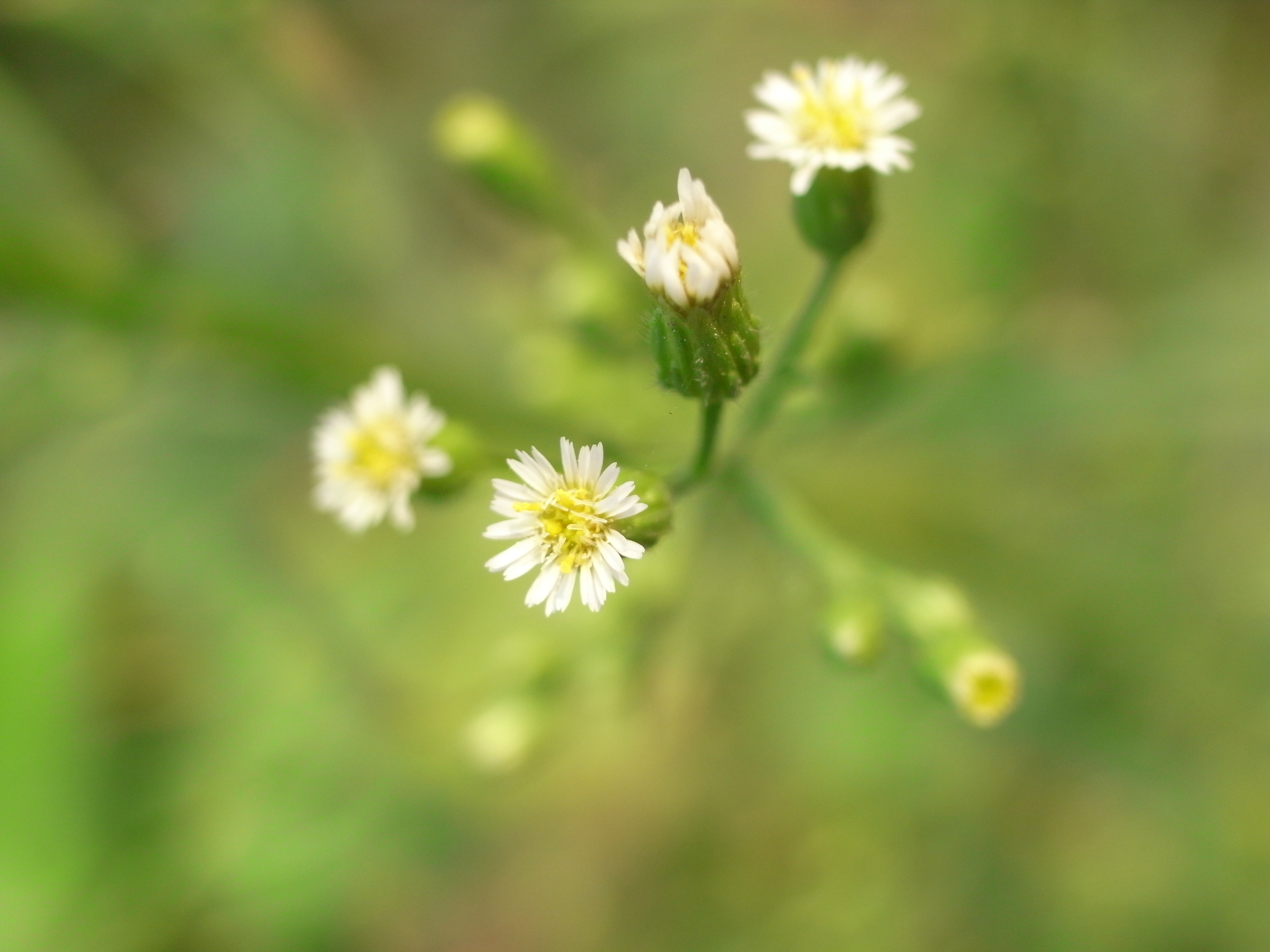
꽃
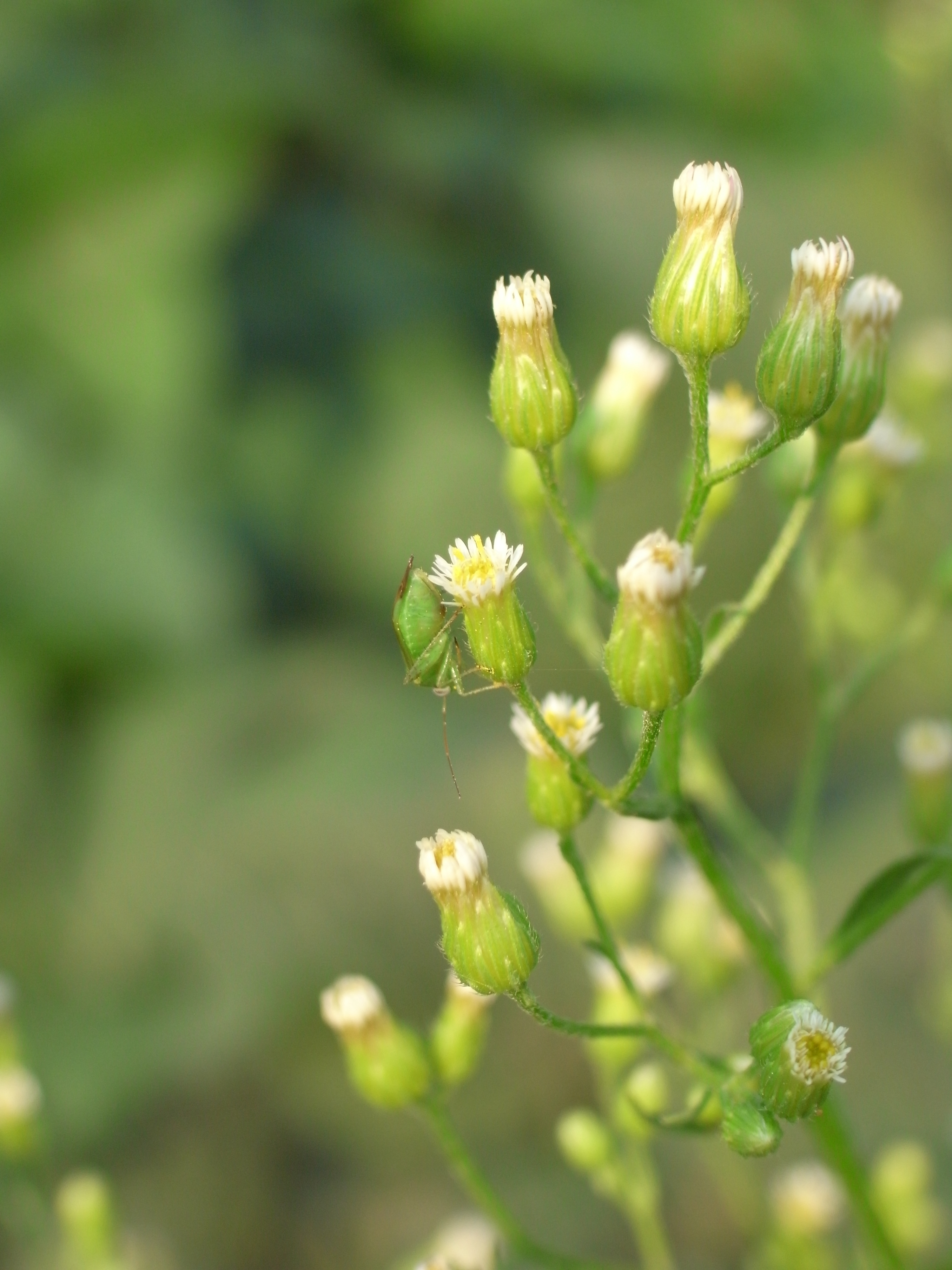
옆에서 본 꽃
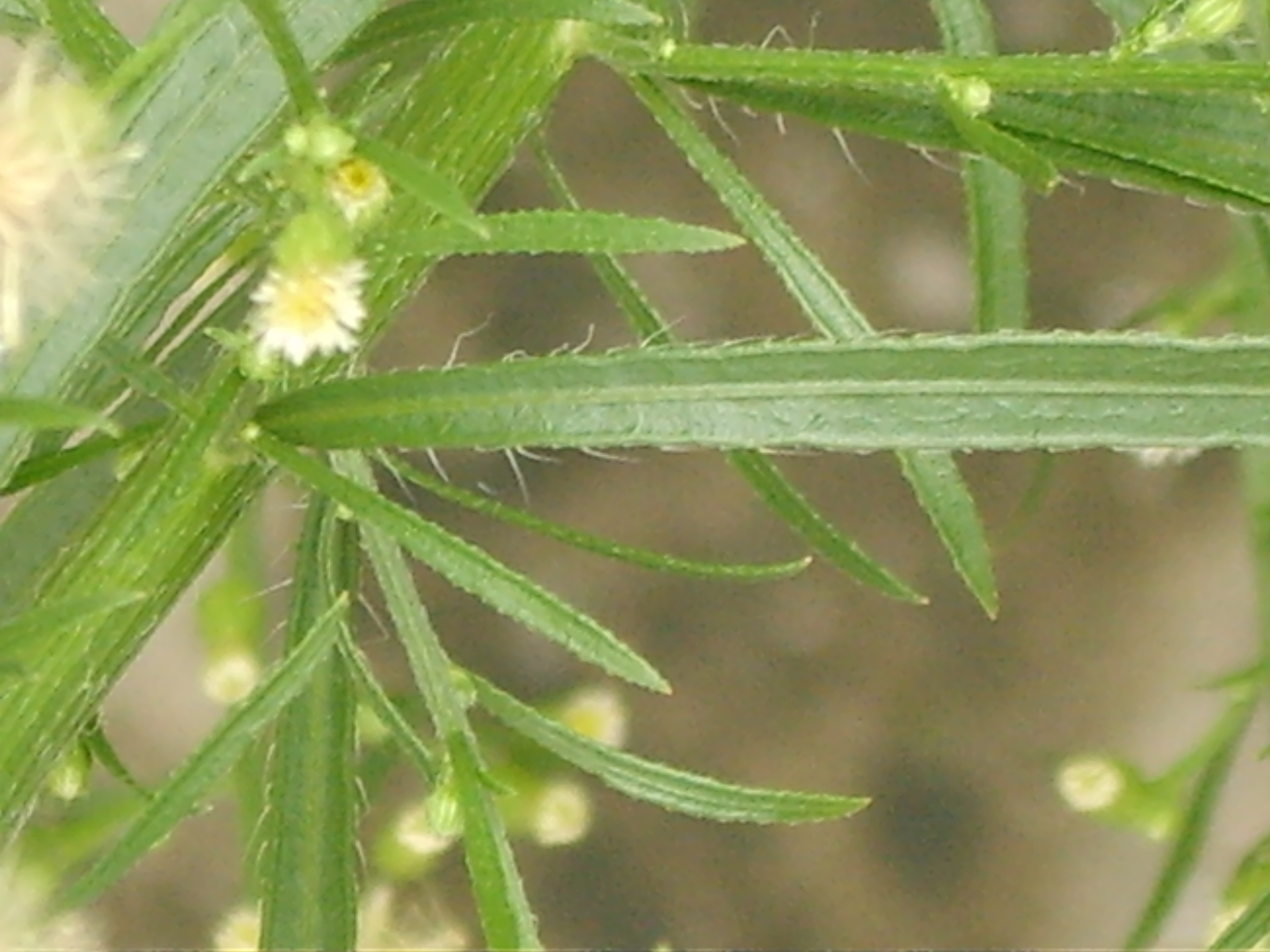
줄기잎
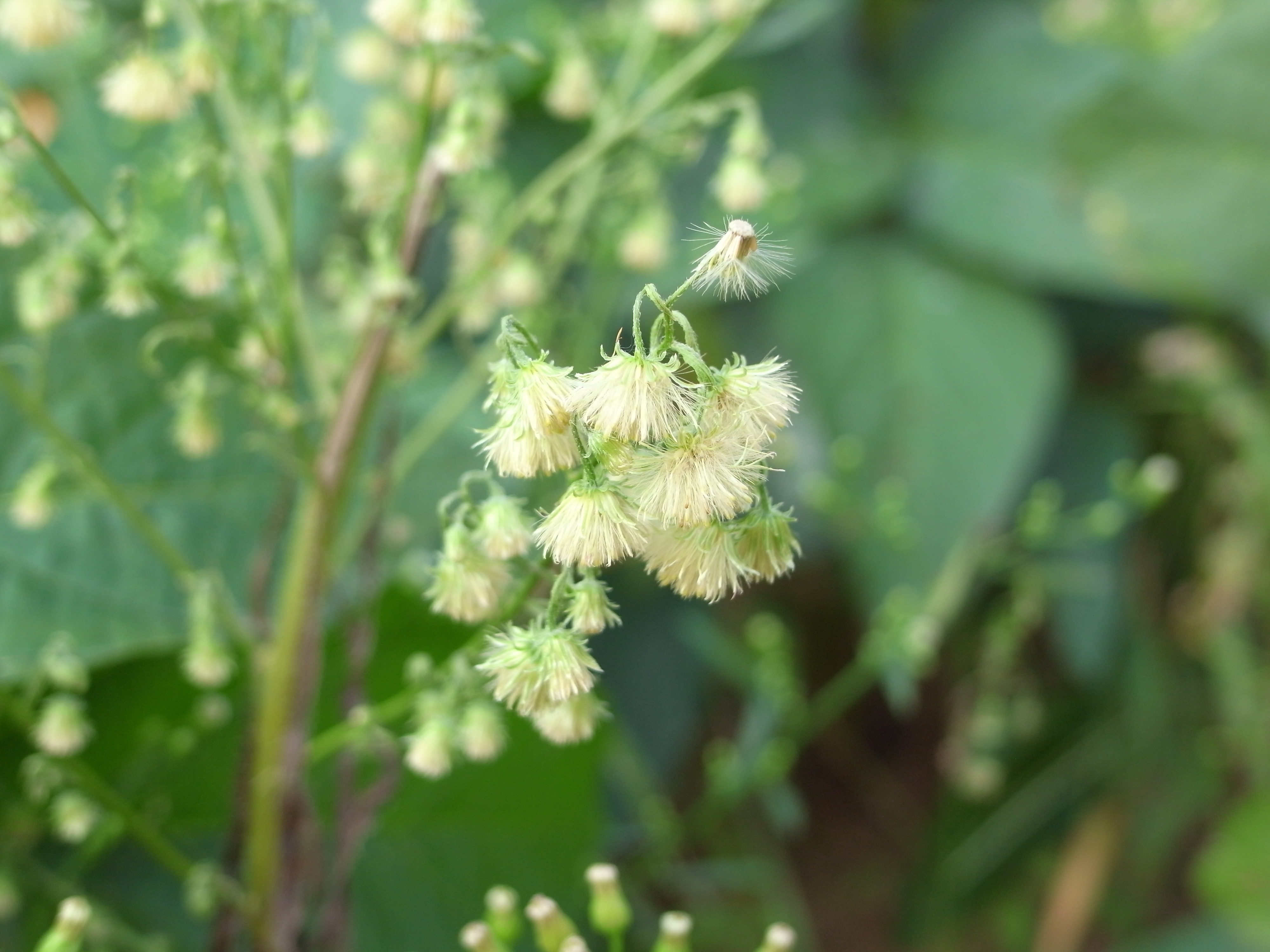
갓털
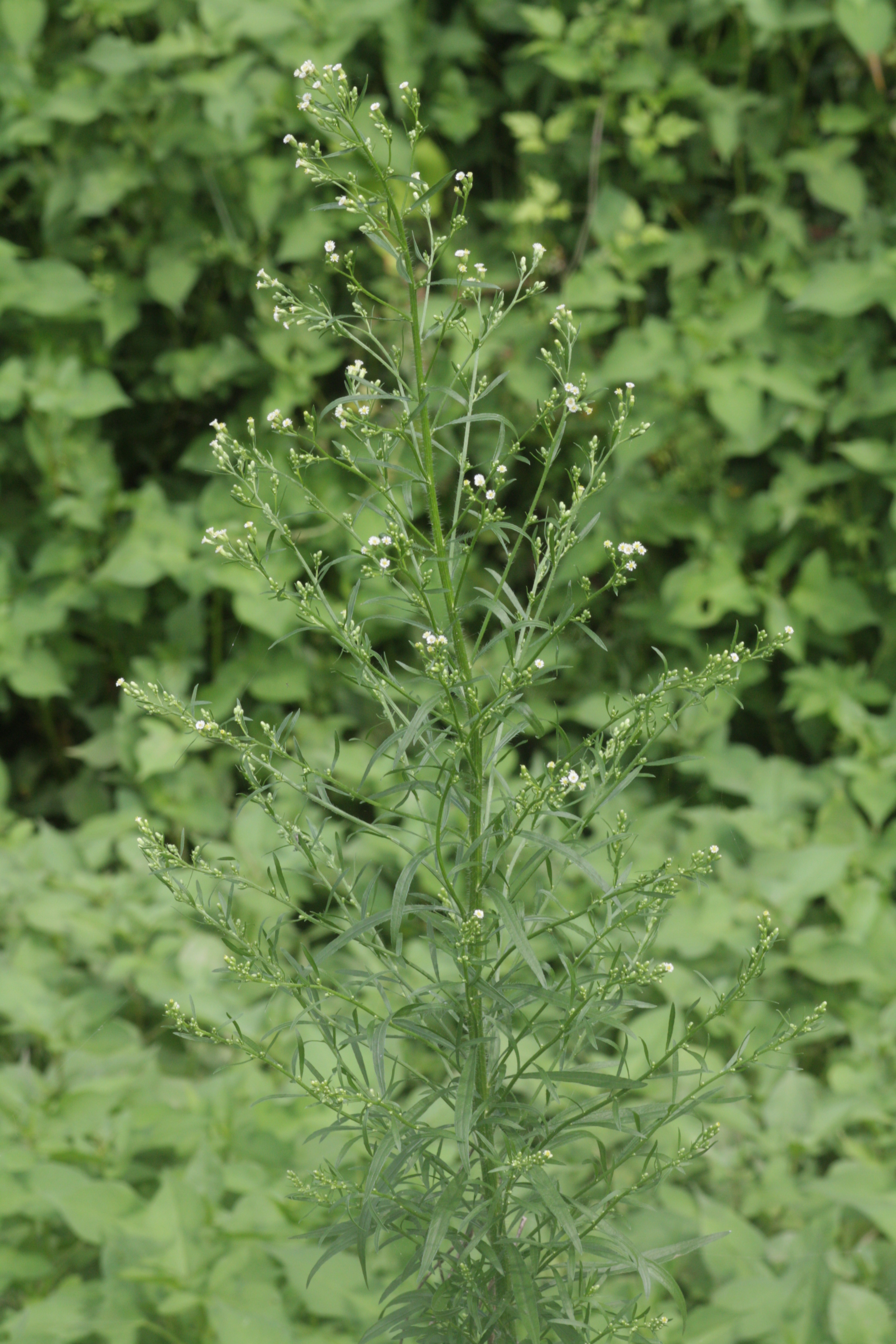
꽃 핀 망초(2009년 8월, 순창군 적성면)